# Lessons in Love and Violence
Lessons in Love and Violence est un opéra du compositeur britannique George Benjamin sur un livret de Martin Crimp, créé en 2018 à Londres. L'histoire s'inspire de la vie du roi Édouard II d’Angleterre du début du xive siècle d'après la pièce éponyme de 1594 de Christopher Marlowe.

## Historique
Lessons in Love and Violence, commande du Royal Opera House, est le troisième opéra de George Benjamin et également la troisième collaboration lyrique avec le dramaturge britannique Martin Crimp. Le livret est inspiré par la pièce éponyme du dramaturge anglais Christopher Marlowe qui raconte la fin de règne difficile du roi d'Angleterre Edouard II.
Lessons in Love and Violence est créé le 10 mai 2018 au Royal Opera House de Londres, sous la direction du compositeur avec l'Orchestra of the Royal Opera House et mis en scène par Katie Mitchell avec des décors et costumes de Vickie Mortimer. La mise en scène lors de la création situe l'action dans le monde contemporain, dans un appartement bourgeois, la chambre du roi où se déroule l'intégralité de l'action. L'opéra y est capté et publié en DVD en 2019 par Opus Arte.
Lessons in Love and Violence connaît plusieurs séries de représentations peu après sa création, joué sur les scènes qui ont coproduit sa création, six en tout : il est monté à Amsterdam en juillet, où il est enregistré et publié en CD l'année suivante par Nimbus ; l'opéra est traduit en allemand et créé en avril 2019 à Hambourg reprenant la même mise en scène que la création mais cette fois sous la direction de Kent Nagano. Il est ensuite repris à Lyon en mai, sous la direction d'Alexandre Bloch. De manière générale, l'opéra est bien accueilli par le public des différentes salles dans lesquelles il est monté. Initialement prévu à l'Opéra de Chicago, la production est reportée et est à la place montée sous forme de concert en 2022 au Ozawa Hall à Tanglewood. La Philharmonie de Paris en propose en octobre 2023 une version concertante mise en espace par Dan Ayling, avec l'orchestre de Paris sous la direction de Georges Benjamin, avec Stéphane Degout dans le rôle du roi,.

## Description
Lessons in Love and Violence est un opéra en deux actes de sept scènes en anglais d'une durée d'environ quatre vingt dix minutes.
Le récit raconte la relation qu'entretient le roi avec Gaveston, noble de sa cour. Le monarque est accusé par Mortimer, le conseiller militaire du souverain, amant de la reine Isabel, de dépenser tout l'or du royaume pour satisfaire son amour. Sans nommer le personnage du roi et laissant de côté le caractère homosexuel de sa relation, l'accent est mis sur la machinerie politique de Mortimer et d'Isabel pour assassiner Gaveston et faire chuter de son trône le roi, laissant la place à son fils, le futur monarque.

### Rôles
Les rôles de Lessons in Love and Violence comportent les personnages suivants, associés à leur tessiture et leurs créateurs, :
| Rôle                         | Tessiture     | Créateur              |
| ---------------------------- | ------------- | --------------------- |
| Le Roi                       | baryton       | Stéphane Degout       |
| Isabel                       | soprano       | Barbara Hannigan      |
| Mortimer                     | ténor         | Peter Hoare           |
| Gaveston                     | baryton       | Gyula Orendt          |
| Le Garçon/Le Jeune roi       | haute-contre  | Samuel Boden          |
| Témoin 1/Chanteuse 1/Femme 1 | soprano       | Hanna Sawle           |
| Témoin 2/Chanteuse 2/Femme 2 | mezzo-soprano | Emilie Renard         |
| Témoin 3/Fou                 | baryton-basse | Andri Björn Róbertson |
| La Fille du roi              | parlé         | Ocean Barrington-Cook |

## Analyse et réception critiques
La critique relève un langage musical qui fait preuve d'un « usage de la consonance dans un contexte atonal » et un rythme soutenu qui fait s'enchaîner les dialogues et les scènes, tout en conservant pour le chant un débit lent, dans une sorte de long récitatif, qui traduit en sus une lourdeur du récit et de l'action . Un « huis-clos oppressant » qui laisse sa place à l'orchestre en interludes salutaires.